# Ýokary liga

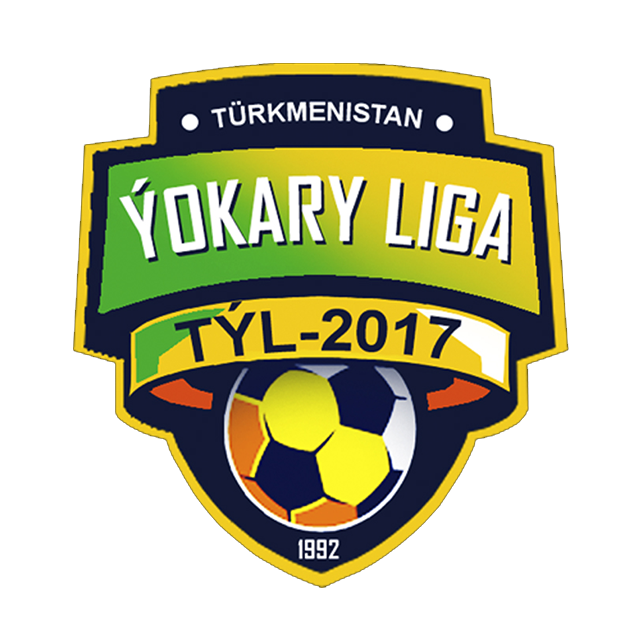
Logo Ýokary ligy

Ýokary liga je turkmenská nejvyšší fotbalová ligová soutěž. Vznikla v roce 1992 a k ročníku 2019 se jí účastní 8 týmů. Každá sezóna probíhá od jara do podzimu, obvykle v období duben-listopad. Klima země nedovoluje pořádání zápasů během zimy. Poslední mužstvo tabulky po ukončení sezóny sestupuje do Türkmenistan Birinji Ligasy (turkmenská první liga). Soutěž je organizována turkmenskou fotbalovou asociací. Vítězný tým reprezentuje Turkmenistán v Poháru Prezidenta AFC. 
Největším stadionem v lize je Köpetdag Stadium, který pojme 26 503 diváků. Své domácí zápasy zde hraje tým Köpetdag Aşgabat. Ten je také spoludržitelem nejvyššího počtu titulů, 6. Stejný počet vítězství má na svém kontě Altyn Asyr FK, který soutěž vyhrál i v sezóně 2019. Druhé místo v tomto ročníku obsadil Ahal FK a na třetí příčce se umístil klub Şagadam FK. 

## Historie
V roce 1992, rok po získání územní nezávislosti, se v Turkmenistánu zformovala oficiální fotbalová asociace. O dva roky později byla uznána organizacemi AFC a FIFA. První sezóna proběhla v roce 1992 za účasti rekordního množství 15 týmů. Vítězem premiérového ročníku se stal Köpetdag Aşgabat, na druhém místě se umístil Nebit Dag Nebitchi a třetí místo obsadil Akdashayaka Akhal.